# Aaron Krickstein
Aaron Krickstein (ur. 2 sierpnia 1967 w Ann Arbor) – amerykański tenisista, reprezentant kraju w Pucharze Davisa.

## Kariera tenisowa
Zawodowym tenisistą Krickstein był w latach 1983–1996.
Krickstein osiągnął w grze pojedynczej dziewiętnaście finałów rangi ATP World Tour, wygrywając dziewięć z nich. Jest półfinalistą US Open 1989, a mecz o udział przegrał z Borisem Beckerem. Do kolejnego półfinały wielkoszlemowego awansował podczas Australian Open 1995, eliminując m.in. w ćwierćfinale po pięciosetowym meczu Stefana Edberga (nr 7. ATP). Odpadł z Andrem Agassim poprzez krecz w trzecim secie.
W latach 1985–1987, 1990 reprezentował Stany Zjednoczone w Pucharze Davisa rozgrywając dziesięć meczów singlowych, z których w sześciu triumfował. W 1990 przyczynił się do triumfu USA w zawodach dzięki zwycięstwom w ćwierćfinale przeciwko Milanowi Šrejberowi i Petrowi Kordzie z Czechosłowacji. W finale z Australią Krickstein nie zagrał.
W rankingu gry pojedynczej najwyżej był na 6. miejscu (26 lutego 1990), a w klasyfikacji gry podwójnej na 196. pozycji (25 lutego 1985).

### Finały w turniejach ATP World Tour
| Legenda                                      |
| -------------------------------------------- |
| Wielki Szlem                                 |
| Igrzyska olimpijskie                         |
| Tennis Masters Cup / ATP Finals              |
| ATP Masters Series / ATP Tour Masters 1000   |
| ATP International Series Gold / ATP Tour 500 |
| ATP International Series / ATP Tour 250      |

#### Gra pojedyncza (9–10)
| Końcowy wynik | Nr  | Data                 | Turniej       | Nawierzchnia    | Przeciwnik        | Wynik finału       |
| ------------- | --- | -------------------- | ------------- | --------------- | ----------------- | ------------------ |
| Zwycięzca     | 1.  | 30 października 1983 | Tel Awiw-Jafa | Twarda          | Christoph Zipf    | 7:6, 6:3           |
| Finalista     | 1.  | 10 czerwca 1984      | Rzym          | Ceglana         | Andrés Gómez      | 6:2, 1:6, 2:6, 2:6 |
| Zwycięzca     | 2.  | 22 lipca 1984        | Boston        | Ceglana         | José Luis Clerc   | 7:6, 3:6, 6:4      |
| Finalista     | 2.  | 29 lipca 1984        | Waszyngton    | Ceglana         | Andrés Gómez      | 2:6, 2:6           |
| Zwycięzca     | 3.  | 16 września 1984     | Tel Awiw-Jafa | Twarda          | Szachar Perkiss   | 6:4, 6:1           |
| Zwycięzca     | 4.  | 23 września 1984     | Genewa        | Ceglana         | Henrik Sundström  | 6:7, 6:1, 6:4      |
| Finalista     | 3.  | 29 lipca 1985        | Hongkong      | Twarda          | Andrés Gómez      | 3:6, 3:6, 6:3, 4:6 |
| Finalista     | 4.  | 12 października 1986 | Tel Awiw-Jafa | Twarda          | Brad Gilbert      | 5:7, 2:6           |
| Finalista     | 5.  | 16 października 1988 | Tel Awiw-Jafa | Twarda          | Brad Gilbert      | 6:4, 6:7, 2:6      |
| Finalista     | 6.  | 20 listopada 1988    | Detroit       | Dywanowa (hala) | John McEnroe      | 5:7, 2:6           |
| Zwycięzca     | 5.  | 15 stycznia 1989     | Sydney        | Twarda          | Andriej Czerkasow | 6:4, 6:2           |
| Zwycięzca     | 6.  | 24 września 1989     | Los Angeles   | Twarda          | Michael Chang     | 2:6, 6:4, 6:2      |
| Zwycięzca     | 7.  | 22 października 1989 | Tokio         | Dywanowa (hala) | Carl-Uwe Steeb    | 6:2, 6:2           |
| Finalista     | 7.  | 15 kwietnia 1990     | Tokio         | Twarda          | Stefan Edberg     | 4:6, 5:7           |
| Finalista     | 8.  | 30 września 1990     | Brisbane      | Twarda          | Brad Gilbert      | 3:6, 1:6           |
| Finalista     | 9.  | 29 września 1991     | Brisbane      | Twarda          | Gianluca Pozzi    | 3:6, 6:7(4)        |
| Zwycięzca     | 8.  | 5 kwietnia 1992      | Johannesburg  | Twarda          | Aleksandr Wołkow  | 6:4, 6:4           |
| Finalista     | 10. | 26 kwietnia 1992     | Monte Carlo   | Ceglana         | Thomas Muster     | 3:6, 1:6, 3:6      |
| Zwycięzca     | 9.  | 4 kwietnia 1993      | Durban        | Twarda          | Grant Stafford    | 6:3, 7:6(7)        |